# Arquebisbat de Toronto

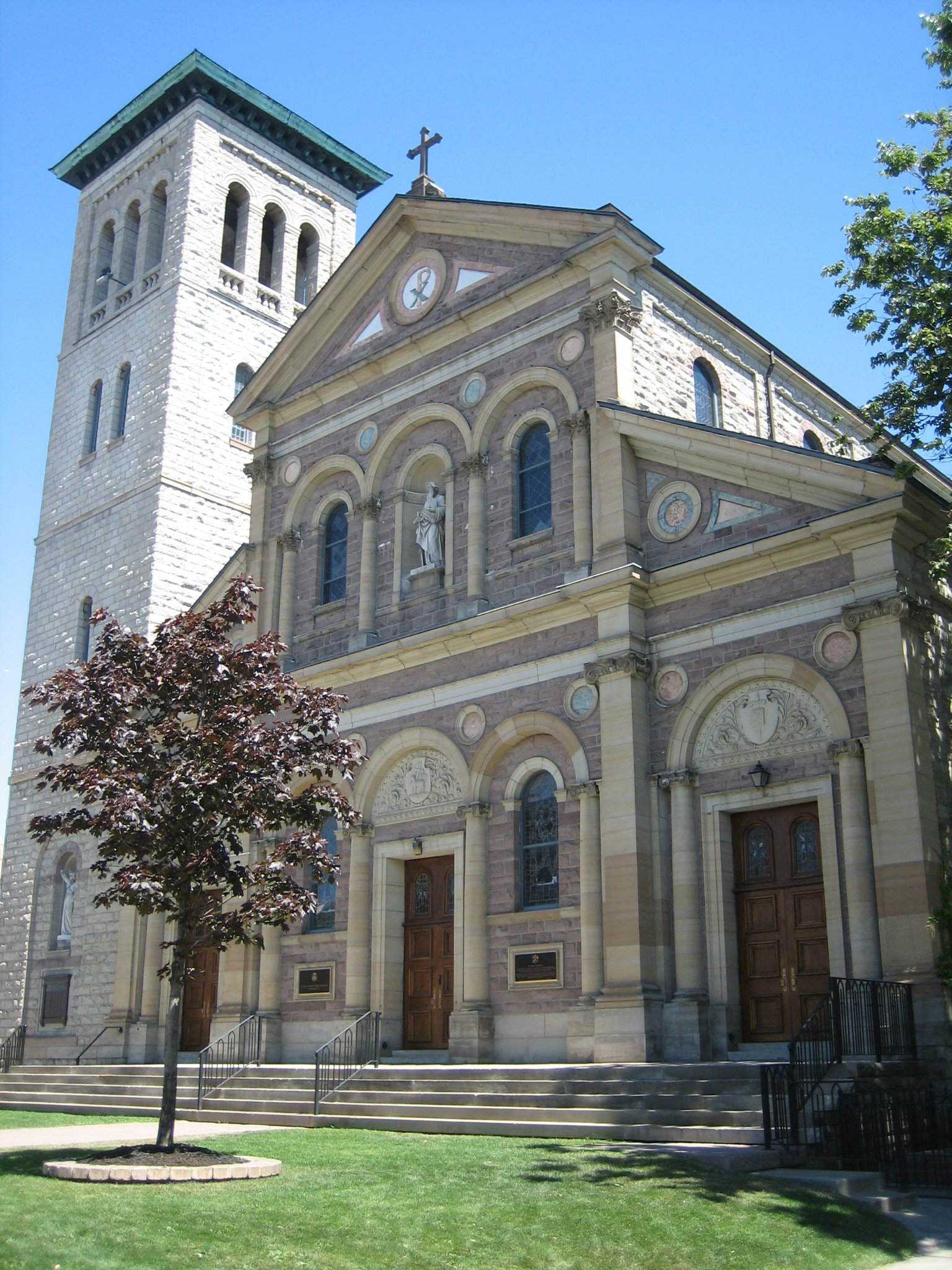
La basílica de sant Pau a Toronto

L'arquebisbat de Toronto (anglès: Archdiocese of Toronto; llatí: Archidioecesis Torontina) és una seu metropolitana de l'Església Catòlica a Canadà, que pertany a la regió eclesiàstica Ontario. El 2014 tenia 2.086.000 batejats sobre una població de 6.016.000 habitants. Actualment està regida per l'arquebisbe cardenal Thomas Christopher Collins.
La missa se celebra cada setmana a l'arxidiòcesi de Toronto en 36 diferents, convertint-la en la diòcesi catòlica ètnicament més diversa del món.
L'arxidiòcesi de Toronto és la major del Canadà.
El lema de la diòcesi, "Quis ut Deus?", significa «Qui és com Déu», la traducció literal del nom "Miquel", el sant al qual està dedicada la catedral de la diòcesi.

## Territori
L'arxidiòcesi es troba a la part meridional de la província d'Ontario, al Canadà; a la regió dels Grans Llacs, que s'estén des de les costes del llac Ontario nord fins a Georgian Bay. L'arxidiòcesi inclou la ciutat de Toronto, la metròpoli més poblada del país, així com els municipis de Peel, York i Durham, que es troben a la rodalia de la ciutat. La porció septentrional de l'arxidiòcesi (el comtat de Simcoe) ha conegut en els darrers decennis un notable creixement suburbà.
La seu arxiepiscopal és la ciutat de Toronto, on es troba la catedral de Sant Miquel. A Toronto, a més es troben la basílica menor de Sant Pau i el santuari nacional de la Mare de Déu del Perpetu Socors (National Shrine of Our Mother of Perpetual Help). A Midland es troba el santuari nacional dels Màrtirs Nord-americans (National Shrine of North American Martyrs).
El territori de l'arxidiòcesi s'estén sobre 13.000 km². Està dividit en quatre regions pastorals, comprenent 14 zones pastorals. Les quatre regions són la Central, la Northern, l'Oriental i l'Occidental, cadascuna de les quals està sota la cura pastoral d'un bisbe auxiliar. Finalment, el territori està dividit en 226 parròquies.

### Sufragànies
L'arxidiòcesi de Toronto té 4 diòcesis sufragànies:
- bisbat de Hamilton,
- bisbat de London,
- bisbat de Saint Catharines,
- bisbat de Thunder Bay

## Història
La diòcesi va ser creada el 17 de desembre de 1841 mitjançant el breu apostòlic Inter multiplices del Papa Gregori XVI, prenent el territori de la diòcesi de Kingston (avui arxidiòcesi), cobrint la meitat occidental del Canadà Superior. Originàriament no tenia una seu determinada, i era sufragània de l'arquebisbat de Quebec. El primer bisbe va ser Michael Power.
Durant la dècada de 1840 el major desafiament era el gran influx inesperat d'immigrants molt pobres, principalment irlandesos escapant de la Gran Fam. El temor era que els protestants poguessin fer servir les seves necessitats materials com una via d'evangelització. En resposta, l'Església construí una xarxa d'institucions caritatives com hospitals, escoles, llars boarding i orfenats, per trobar la gent necessitada i mantenir-la a la fe. L'Església, però, no va tenir èxit en tractar les tensions entre el clergat francès i irlandès. Finalment els irlandesos van prendre el control.
El 20 de setembre de 1842, mitjançant el breu Cum per similes del mateix Papa Gregori XVI, la seu de la diòcesi va ser establerta a la ciutat de Toronto, i la diòcesi assumí el nom de Diòcesi de Toronto.
El 25 de febrer de 1855 cedí una part del seu territori per tal que s'erigís el bisbat de London; i el 29 de febrer de 1856 de nou cedí una porció del territori per tal que es creés el bisbat de Hamilton.
Els catòlics irlandesos que arribaven a Toronto van haver de fer front a una àmplia intolerància i a una severa discriminació, tant social com legislativa, fent que esclatessin revoltes a gran escala entre catòlics i protestants entre 1858 i 1878, culminant en les Revoltes del Jubileu de 1875. Fins al 1890, la població catòlica era essencialment irlandesa, fins que alemanys i francesos van ser rebuts a la ciutat pels irlandesos, però aquests seguien sent un 90% de la població catòlica. Malgrat això, diverses iniciatives poderoses com la fundació del St. Michael's College el 1852 (on Marshall McLuhan va ocupar la càtedra d'anglès fins a la seva mort), tres hospitals, i les organitzacions caritatives més significatives de la ciutat (la Society of St. Vincent de Paul) i la House of Providence creada pels grups catòlics irlandesos enfortiren la identitat irlandesa, transformant la presència irlandesa a la ciutat en una de les més influents i poderoses.
El 18 de març de 1870 va ser elevada al rang d'arxidiòcesi metropolitana mitjançant el breu Ex debito Summi Apostolatus del Papa Pius IX, creant-se la província eclesiàstica de Toronto, que incloïa les diòcesis sufragànies de Hamilton, London, Saint Catharines i Thunder Bay.
McGowan diu que entre 1890 i 1920, els catòlics de la ciutat experimentaren grans canvis socials, ideològics i econòmics que els permeteren integrar-se a la societat de Toronto i treure's el seu estatus de segona classe. Els catòlics irlandesos (en contrast als francesos) van donar un gran suport al paper del Canadà a la I Guerra Mundial. Van sortir del ghetto i van viure en tots els barris de la ciutat. Començant com a treballadors sense qualificació, van fer servir grans nivells d'educació per ascendir i estaven ben representats entre la classe mitjana baixa. Més dramàticament, es casaren amb els protestants en una taxa sense precedents.
El 22 de novembre de 1958 cedí una nova porció del seu territori per tal que s'erigís la diòcesi de Saint Catharines.
El 2010,l'arxidiòcesi conté 255 parròquies, 416 416 preveres diocesans actius, 419 preveres religiosos i 1.853.582 catòlics. També té 573 religioses, 66 religiosos i 120 diaques permanents.

## Cronologia episcopal

Escut de l'arxidiòcesi

- Michael Power † (17 de desembre de 1841 - 1 d'octubre de 1847 mort)
- Armand-François-Marie de Charbonnel, O.F.M.Cap. † (15 de març de 1850 - 26 d'abril de 1860 renuncià)
- John Joseph Lynch, C.M. † (26 d'abril de 1860 - 12 de maig de 1888 mort)
- John Walsh † (25 de juliol de 1889 - 30 de juliol de 1898 mort)
- Dennis T. O'Connor, C.S.B. † (7 de gener de 1899 - 4 de maig de 1908 renuncià)
- Fergus Patrick McEvay † (13 d'abril de 1908 - 10 de maig de 1911 mort)
- Neil McNeil † (10 d'abril de 1912 - 25 de maig de 1934 mort)
- James Charles McGuigan † (22 de desembre de 1934 - 30 de març de 1971 jubilat)
- Philip Francis Pocock † (30 de març de 1971 - 29 d'abril de 1978 renuncià)
- Gerald Emmett Carter † (29 d'abril de 1978 - 17 de març de 1990 jubilat)
- Aloysius Matthew Ambrozic † (17 de març de 1990 - 16 de desembre de 2006 jubilat)
- Thomas Christopher Collins (16 de desembre de 2006  - 11 de febrer de 2023 jubilat)
- Francis Leo (des de l'11 de febrer de 2023

## Estadístiques
A finals del 2014, l'arxidiòcesi tenia 2.086.000 batejats sobre una població de 6.016.000 persones, equivalent al 34,7% del total.
| any  | població  | població  | població | sacerdots | sacerdots       | sacerdots       | sacerdots             | diàques | religiosos | religiosos | parroquies |
| ---- | --------- | --------- | -------- | --------- | --------------- | --------------- | --------------------- | ------- | ---------- | ---------- | ---------- |
| any  | batejats  | total     | %        | total     | clergat secular | clergat regular | batejats por sacerdot | diàques | homes      | dones      |            |
| 1950 | 196.826   | 1.302.104 | 15,1     | 484       | 236             | 248             | 406                   |         | 552        | 1.141      | 120        |
| 1966 | 595.000   | 2.870.000 | 20,7     | 679       | 293             | 386             | 876                   |         | 842        | 1.360      | 148        |
| 1970 | 645.000   | 3.300.000 | 19,5     | 696       | 296             | 400             | 926                   |         | 589        | 1.030      | 168        |
| 1976 | 900.000   | 3.300.000 | 27,3     | 762       | 297             | 465             | 1.181                 | 44      | 821        | 1.060      | 174        |
| 1980 | 1.007.000 | 3.550.000 | 28,4     | 779       | 299             | 480             | 1.292                 | 77      | 817        | 1.010      | 182        |
| 1990 | 1.082.944 | 3.800.000 | 28,5     | 927       | 342             | 585             | 1.168                 | 102     | 756        | 996        | 211        |
| 1999 | 1.798.000 | 5.215.000 | 34,5     | 888       | 382             | 506             | 2.024                 | 114     | 693        | 705        | 222        |
| 2000 | 1.832.000 | 5.315.000 | 34,5     | 881       | 387             | 494             | 2.079                 | 142     | 619        | 733        | 222        |
| 2001 | 1.847.000 | 5.360.000 | 34,5     | 886       | 385             | 501             | 2.084                 | 147     | 613        | 738        | 222        |
| 2002 | 1.420.395 | 4.147.680 | 34,2     | 862       | 377             | 485             | 1.647                 | 129     | 606        | 734        | 222        |
| 2003 | 1.693.690 | 5.043.085 | 33,6     | 804       | 359             | 445             | 2.106                 | 105     | 551        | 667        | 223        |
| 2004 | 1.363.657 | 5.043.085 | 27,0     | 811       | 363             | 448             | 1.681                 | 96      | 510        | 668        | 223        |
| 2010 | 1.931.000 | 5.679.000 | 34,0     | 825       | 376             | 449             | 2.340                 | 112     | 572        | 571        | 217        |
| 2014 | 2.086.000 | 6.016.000 | 34,7     | 841       | 389             | 452             | 2.480                 | 128     | 548        | 552        | 226        |